# Clube de Futebol Estrela da Amadora
El CF Estrela da Amadora fue un equipo de fútbol de Amadora, Portugal. Fundado el 22 de enero de 1932 y extinto el 1 de marzo de 2011. Estrela da Amadora ganó la Copa de Portugal en la temporada 1989/1990, su mayor título hasta la fecha.
En 2011 un grupo de exintegrantes de Estrela da Amadora fundó el Clube Desportivo Estrela, con los mismos estatutos e ideales de la ex Estrela en 2019 se fusionaría con el Club Sintra Football del Campeonato de Portugal y toma su lugar en la tercera división nacional con el nombre del club original, y fue dirigido por Rui Santos.
En el verano de 2020 el club desaparece y nace el CF Estrela da Amadora SAD.
El club no tomó los honores de ninguno de sus predecesores (Clube de Futebol Estrela da Amadora, Clube Desportivo Estrela y Club Sintra Football), siendo efectivamente un nuevo club (CF Estrela da Amadora SAD).

## Uniforme
- Uniforme titular: Camiseta blanca con dos rayas verticales, una roja y una verde, pantalón y medias blancas.
- Uniforme alternativo: Camiseta blanca con mangas rojas, pantalón blanco, medias blancas.

## Jugadores

### Jugadores destacados
| - Mauro Almeida - Jorge Andrade - Bébé - Paulo Bento - José Calado - Carlos Chaínho - Rui Duarte - Tiago Gomes - Henrique Hilário - Álvaro Magalhães - Miguel - Nélson - António Semedo - Silvestre Varela - Abel Xavier - Miguel Brito | - António Mendonça - Maximiliano Estévez - Roberto Assis - Celsinho - Fernando - Tomislav Ivković - Anthony da Silva - Moses Sakyi - Ricky - Leonson Lewis - Luis Aguiar |

## Entrenadores

### Entrenadores destacados
| - João Alves - Carlos Brito - Fernando Cabrita - António Conceição - Jesualdo Ferreira - Jorge Jesus | - José Mourinho - Miguel Quaresma - José Torres - Lito Vidigal - Daúto Faquirá |

## Palmarés

### Torneos nacionales
- Copa de Portugal (1): 1989-90

## Participación en competiciones de la UEFA
| Temporada | Torneo           | Ronda | Club            | Casa | Visita | Global       |
| --------- | ---------------- | ----- | --------------- | ---- | ------ | ------------ |
| 1990/91   | Recopa de Europa | 1     | Neuchatel Xamax | 1-1  | 1-1    | 2-2 (4-3 p.) |
| 1990/91   | Recopa de Europa | 2     | RFC Lieja       | 0-1  | 0-2    | 0-3          |
| 1998      | Copa Intertoto   | 1     | Ruch Chorzów    | 1-1  | 1-1    | 2-2 (2-4 p.) |